# フィストファイト
『フィストファイト』（原題:Fist Fight）は2017年に公開されたアメリカ合衆国のコメディ映画である。監督はリッチー・キーン、主演はアイス・キューブとチャーリー・デイが務めた。なお、本作はキーンの長編映画監督デビュー作でもある。
本作は日本国内で劇場公開されなかったが、WOWOWで放送されたことがある。

## 概略
卒業式の日、高校教師のアンディ・キャンベルは落ち着くことができずにいた。大人しい性格で知られるアンディは生徒の悪戯の格好の標的として狙われていたのである。しかし、今年は特に神経が張り詰めていた。というのも、教育予算削減の影響を受けて、アンディの勤める高校でも人員削減が行われることになっていたからである。アンディは自分がリストラの対象になるのではないかと怖れていたのである。
そんな中、アンディはきつい性格の同僚、ロン・ストリックランドを怒らせてしまい、彼から決闘を申し込まれる事態に陥った。2人が決闘するとの情報はあっという間に全校中に知れ渡り、アンディは逃げ道すら立たれてしまった。ところが、この一件がアンディに予期せぬ幸運をもたらすことになった。

## キャスト
- アイス・キューブ - ロン・ストリックランド
- チャーリー・デイ - アンドリュー・キャンベル（アンディ）
- トレイシー・モーガン - クロフォード
- ジリアン・ベル - ミス・ホリー
- クリスティーナ・ヘンドリックス - ミス・モネ
- クメイル・ナンジアニ - メイハー
- ディーン・ノリス - リチャード・タイラー
- デニス・ヘイスバート - ジョンソン
- ジョアンナ・ガルシア - マギー・キャンベル
- アレクサ・ナイセンソン - アリー・キャンベル
- キム・ホイットリー - オペレーター
- コンフィダンス - ギャングの男
- マックス・カーヴァー - ダニエル
- チャーリー・カーヴァー - ナサニエル
- ステファニー・ウィアー - スージー
- オースティン・ザジュール - ニール

## 製作
2013年12月、ニュー・ライン・シネマが『Fist Fight』というタイトルの新作映画の製作に着手したと報じられた。2015年6月9日、アイス・キューブとチャーリー・デイが本作に出演することになったとの報道があった。7月10日、リッチー・キーンが監督に起用された。9月15日、ジリアン・ベルとディーン・ノリスがキャスト入りした。21日、トレイシー・モーガン、デニス・ヘイスバート、ジョアンナ・ガルシアの出演が決まったと報じられた。25日、クリスティーナ・ヘンドリックスとキム・ホイットリーが本作に出演するとの報道があった。
本作の主要撮影は2015年9月28日にジョージア州アトランタで始まり、同年11月23日に終了した。 

## 公開・マーケティング
2016年9月22日、本作のオフィシャル・トレイラーが公開された。2017年2月13日、本作はリージェンシー・ヴィレッジ・シアターでプレミア上映された。

## 興行収入
本作は『キュア 〜禁断の隔離病棟〜』及び『グレートウォール』と同じ週に封切られ、公開初週末に1900万ドル前後を稼ぎ出すと予想されていたが、実際の数字はそれを大きく下回るものとなった。2017年2月17日、本作は全米3185館で公開され、公開初週末に1220万ドルを稼ぎ出し、週末興行収入ランキング初登場5位となった。

## 評価
本作に対する批評家の評価は芳しいものではない。映画批評集積サイトのRotten Tomatoesには125件のレビューがあり、批評家支持率は25%、平均点は10点満点で3.9点となっている。サイト側による批評家の見解の要約は「『フィストファイト』はマッチョな笑いを売りにしているが、切れ味に欠ける。笑えるジョークがあまりにも少ない。」となっている。また、Metacriticには28件のレビューがあり、加重平均値は37/100となっている。なお、本作のCinemaScoreはBとなっている。